# Domenico Spinelli
Domenico Spinelli, IX principe di San Giorgio, noto anche come Sangiorgio Spinelli (Frasso Telesino, 1788 – Napoli, 10 aprile 1863), è stato un archeologo, numismatico e collezionista italiano.

## Biografia
Domenico Spinelli condusse dal 1850 al 1863, succedendo a Francesco Maria Avellino, gli scavi nella regione del Vesuvio, specialmente a Pompei ed Ercolano. Nel 1850 fu nominato membro onorario della Accademia prussiana delle scienze. Il suo successore come responsabile degli scavi nella regione vesuviana fu Giuseppe Fiorelli, con il quale iniziarono le procedure moderne degli scavi a Pompei. Fu per molti anni presidente dell'Accademia Ercolanese.
Come collezionista Spinelli si interessò in un primo tempo della prima monetazione romana, ma mise insieme anche una grande collezione di monete italiane medievali. Fu considerato come un particolare esperto della monetazione cufica della Sicilia e dell'Italia meridionale, scrivendo uno dei primi saggi approfonditi sull' Aes grave.

## Pubblicazioni
- Monete cufiche battute da principi Longobardi Normanni e Svevi nel regno delle due Sicilie interpretate e illustrate dal principe di S. Giorgio Domenico Spinelli e pubblicate per cura di Michele Tafuri. St. dell'Iride, Napoli 1844
- Memorie numismatiche lette alla Reale accademia ercolanese, Napoli, 1854